# Ausgeglichene Kategorie
Im mathematischen Teilgebiet der Kategorientheorie heißt eine Kategorie ausgeglichen, wenn ein Morphismus bereits dann ein Isomorphismus ist, wenn er ein Epimorphismus und ein Monomorphismus ist.

## Definitionen
Es sei {\displaystyle {\mathcal {C}}} eine Kategorie. Ein Isomorphismus ist ein Morphismus {\displaystyle f\colon C\rightarrow D}, der eine Umkehrung besitzt, zu dem es also einen Morphismus {\displaystyle g\colon D\rightarrow C} gibt mit {\displaystyle f\circ g=1_{D}} und {\displaystyle g\circ f=1_{C}}.
Ist die erste dieser beiden Gleichungen erfüllt, so nennt man {\displaystyle f} eine Retraktion, ist die zweite erfüllt, so spricht man von einem Schnitt.
Es ist klar, dass Retraktionen Epimorphismen und Schnitte Monomorphismen sind, und die Umkehrungen gelten im Allgemeinen nicht. Jedenfalls ist ein Isomorphismus automatisch ein Bimorphismus, das heißt gleichzeitig ein Epi- und ein Monomorphismus, auch hier gilt die  Umkehrung im Allgemeinen nicht. Daher stellt folgende Definition eine besondere Eigenschaft von Kategorien dar:
Eine Kategorie heißt ausgeglichen, wenn jeder Bimorphismus ein Isomorphismus ist.

## Beispiele
- Die Kategorie der Mengen ist ausgeglichen, denn die Epimorphismen sind genau die surjektiven Funktionen und die Monomorphismen genau die injektiven. In dieser Kategorie sind alle Epimorphismen Retraktionen und alle Monomorphismen Schnitte.
- Jeder Topos ist eine ausgeglichene Kategorie.[3] Dies verallgemeinert das Beispiel der Kategorie der Mengen.
- Die Kategorien der Gruppen, der abelschen Gruppen oder Moduln über einem Ring sind ausgeglichen, auch hier sind die Epimorphismen surjektiv und die Monomorphismen injektiv, als Abbildungen der zugrundeliegenden Mengen. Beachte aber, dass es in diesen Kategorien Epimorphismen gibt, die keine Retraktionen sind, und auch Monomorphismen, die keine Schnitte sind, trotzdem liegt aber Ausgeglichenheit vor.
- Jede abelsche Kategorie ist ausgeglichen.[4] Dies verallgemeinert das Beispiel der Kategorie der Moduln.
- Die Kategorie der kompakten Hausdorffräume mit den stetigen Abbildungen als Morphismen ist ausgeglichen.[5] Dagegen ist die Kategorie aller topologischen Räume mit den stetigen Abbildungen keine ausgeglichene Kategorie. Es gibt stetige Bijektionen, deren Umkehrabbildung unstetig ist, siehe Gegenbeispiele.

## Gegenbeispiele
- Die Kategorie der topologischen Räume mit den stetigen Abbildungen als Morphismen ist nicht ausgeglichen. Ist {\displaystyle X_{i}=([0,1],\{\emptyset ,[0,1]\})} das Einheitsintervall mit der indiskreten Topologie und {\displaystyle X_{d}=([0,1],{\mathcal {P}}([0,1]))} das Einheitsintervall mit der diskreten Topologie, so ist {\displaystyle \mathrm {id} _{[0,1]}\colon X_{d}\rightarrow X_{i}} ein Bimorphismus, der kein Isomorphismus, das heißt kein Homöomorphismus, ist.
- In der Kategorie der Ringe mit Einselement ist die Inklusion {\displaystyle i\colon \mathbb {Z} \rightarrow \mathbb {Q} } eine Bimorphismus, der kein Isomorphismus ist. Daher ist diese Kategorie nicht ausgeglichen.
- Volle Unterkategorien ausgeglichener Kategorien sind im Allgemeinen nicht wieder ausgeglichen. Das liegt daran, dass sich die Eigenschaften Epimorphismus und Monomorphismus, deren Definition ja Bezug auf alle Morphismen der Kategorie nimmt, beim Übergang zur Unterkategorie ändern können. So ist zum Beispiel die Kategorie der abelschen, teilbaren Gruppen eine volle Unterkategorie der Kategorie der abelschen Gruppen, die nicht ausgeglichen ist. In dieser ist die Quotientenabbildung {\displaystyle q\colon \mathbb {Q} \rightarrow \mathbb {Q} /\mathbb {Z} } ein Bimorphismus, der kein Isomorphismus ist. Beachte, dass {\displaystyle q} in der Kategorie der abelschen Gruppen kein Monomorphismus ist, wohl aber in der Kategorie der abelschen, teilbaren Gruppen.[6]

## Charakterisierung
Folgende Aussagen über eine Kategorie {\displaystyle {\mathcal {C}}} sind äquivalent:
- {\displaystyle {\mathcal {C}}} ist ausgeglichen.
- Jeder Epimorphismus in {\displaystyle {\mathcal {C}}} ist ein extremer Epimorphismus.
- Jeder Monomorphismus in {\displaystyle {\mathcal {C}}} ist ein extremer Monomorphismus.